# Homalium mono
Homalium mono är en videväxtart som beskrevs av Harold St.John. Homalium mono ingår i släktet Homalium och familjen videväxter. Inga underarter finns listade i Catalogue of Life.